# Фредесдорф
Фредесдорф (нім. Fredesdorf) — громада в Німеччині, розташована в землі Шлезвіг-Гольштейн. Входить до складу району Зегеберг. Складова частина об'єднання громад Лецен.
Площа — 5,89 км2. Населення становить 402 ос. (станом на 31 грудня 2020).